# Heinrich Oberortner
Heinrich Oberortner (Maria Rojach, deelgemeente van Sankt Andrä, 29 november 1919 - Klagenfurt, 5 januari 2001) was een Oostenrijkse componist en dirigent.

## Levensloop
Oberortner kreeg van 1926 tot 1934 muzieklessen voor viool, altviool, accordeon en slagwerk. Hij had een opleiding als medewerker van de gemeentelijke bondssparbank in Völkermarkt (1936–1976). Naast zijn beroep deed hij privé-muziekstudies in Völkermarkt en in Klagenfurt. Van 1947 tot 1954 was hij docent aan de muziekschool in Völkermarkt. Van 1975 tot 1980 was hij dirigent van de Stadtkapelle Völkermarkt. Van 1975 tot 1990 was hij kapelmeester van de regio "Kärntner Unterland" binnen de federatie voor blaasmuziek in de Oostenrijkse deelstaat Karinthië.
De componist Oberortner schreef vooral werken voor harmonieorkest. 
Oberortner werd onderscheiden met het gouden ereteken van de blaasmuziekfederatie van Karinthië in 1984, met de gouden medaille van de (landelijke) Oostenrijkse blaasmuziekfederatie eveneens in 1984 en met het ereteken van de deelstaat Karinthië.

## Composities

### Werken voor harmonieorkest
- 1970 Musik erklingt, ouverture
- 1974 Minimundus, ouverture
- 1976 Tonika, ouverture
- 1978 Gute alte Eisenbahn, intermezzo
- 1978 Im Rikschatempo, intermezzo
- 1980 Carinthischer Sommer, schetsen
  1. Promenade
  2. Seeidylle
  3. Abendstille
  4. Finale
- 1980 Fantasie in Dur und Moll
- 1983 Lebensfreude, ouverture
- 1983 Präsenta, ouverture
- 1984 Land an der Drau, concertante schetsen
- Adria-Walzer
- Alpen-Adria-Marsch
- Altes Fischerlatein
- Always for You
- Aus alten Zeiten, concertwals

- Blues Concertant
- Bolero Orientale
- Carinthia-Marsch
- Eröffnungsmarsch
- Es ziehen die Wolken
- Espressivo
- Festintrade
- Festtagsmarsch
- Friedensmarsch
- Glückwunsch-Ouvertüre
- Gloriette, ouverture
- Hilde-Polka
- Instrumental-Festival
- Intermezzo for Happiness
- Intermezzo Ritmico
- Intrada Piccola
- Introduction, kleine intrade
- Jubiläumsfeier-Marsch
- Junioren-Ouvertüre

- Kirchtag-Polka
- Konzertpolka 1, voor altsaxofoon (solo) en harmonieorkest
- Leichte Muse
- Lied der Abendglocken, karakterstuk
- Marsch der Blaskapelle
- Marsch der Elite
- Midnight-Melody, serenade
- Mirjana, fantasie
- Mit Elan voran, mars
- Petri Heil, mars
- Romantic Trumpet
- Rotation-X, intermezzo
- Samba-Parade, intermezzo
- Schiwalzer
- Schön ist die Musik
- Sonne über Kärnten, mars
- Spiel und Sport
- Theresita
- Weißensee-Marsch

### Vocale muziek

#### Werken voor koor
- Es ziehen die Wolken am Himmel dahin, voor gemengd koor en harmonieorkest

#### Liederen
- Geh reiß dich z'samm, voor zangstem en harmonieorkest - tekst: Josef Kaderka

## Publicaties
- Ein Leben für die Musik, 1985.